# 程萬鍾 (康熙進士)
程萬鍾（？—？），浙江常山縣人，清朝政治人物、進士出身。

## 生平
康熙三年，登進士。康熙十二年，擔任山西介休縣知縣。